# Władysław Skonecki
Władysław Skonecki (ur. 13 lipca 1920 w Tomsku, zm. 12 czerwca 1983 w Wiedniu) – tenisista polski, mistrz Polski i reprezentant w Pucharze Davisa.

## Kariera tenisowa
Skonecki należał do pokolenia zawodników, którym najlepsze lata rozwoju sportowego zabrała II wojna światowa. Największe sukcesy odnosił w pierwszej połowie lat 50., kiedy zdecydował się na opuszczenie kraju i starty turniejowe w Europie zachodniej, co pociągnęło za sobą dyskwalifikację w Polsce. Po powrocie do Polski i rehabilitacji w 1956 wciąż pozostawał wiodącym zawodnikiem, mimo ukończenia 35 lat. Preferował klasyczny, dokładny tenis, z urozmaiconymi rozwiązaniami taktycznymi, w przeciwieństwie do wielu współczesnych sobie rywali grających w sposób siłowy. Bronił klubowych barw WiMy Łódź ŁKS-u Łódź, Pogoni Katowice, Cracovii i Legii Warszawa.
Już w pierwszych powojennych mistrzostwach Polski, zorganizowanych w 1945 w Krakowie, doszedł do finału, w którym musiał uznać wyższość Józefa Hebdy. Hebda był jedynym zawodnikiem ze ścisłej przedwojennej czołówki, który pozostał po 1945 w Polsce – Ignacy Tłoczyński, Ernest Wittmann i Czesław Spychała znaleźli się w Wielkiej Brytanii, wojny nie przeżył Adam Baworowski. W latach 1946–1950 Skonecki przejął pozycję lidera polskiego tenisa, zdobywając pięć tytułów mistrza Polski w grze pojedynczej. W dwóch pierwszych finałach zrewanżował się Hebdzie. Skonecki wygrał również pierwszą powojenną edycję międzynarodowych mistrzostw Polski (1946), ponadto triumfował w tej imprezie w 1948 i 1949. Zajął pierwsze miejsce w plebiscycie czytelników „Echa Południa” na najlepszego sportowca Krakowa.
W 1947 debiutował w reprezentacji Polski w Pucharze Davisa. Zdołał wprawdzie pokonać na otwarcie meczu z Brytyjczykami w Warszawie Derricka Bartona, ale nie wystarczyło to do końcowego sukcesu. O porażce Polski zadecydowała nieobecność Tłoczyńskiego, który radził sobie z ówczesnym liderem ekipy brytyjskiej Tony Mottramem w turniejach. Mottram pokonał w Warszawie i Skoneckiego, i Hebdę. W trzech kolejnych edycjach Pucharu Davisa Polska nie uczestniczyła, ale w 1950 doszła do półfinału strefy europejskiej. W przegranym meczu ze Szwecją Skonecki uległ Lennartowi Bergelinowi i Torstenowi Johanssonowi, a w deblu w parze z Józefem Piątkiem Johanssonowi i Svenowi Davidsonowi.
Skonecki zdobył dwa singlowe punkty także w meczu Pucharu Davisa ze Szwajcarią w Zurychu w maju 1951. Na tym jego reprezentacyjna kariera załamała się. Tenisista zdecydował się pozostać na Zachodzie. W kraju okrzyknięty zdrajcą, stracił legitymację klubową Legii i został skazany na medialny niebyt. Tymczasem jego kariera nabrała rozpędu. W 1952 wygrał m.in. międzynarodowe mistrzostwa Indii, pokonując w finale reprezentanta gospodarzy Ramanathana Krishnana. Największe sukcesy odniósł w 1953, kiedy triumfował w trzynastu imprezach i zaliczył dalsze dziesięć finałów. Wygrał m.in. duży turniej w Monte Carlo, w półfinale pokonując duńskiego finalistę Wimbledonu Kurta Nielsena – ze stanu 2:6, 2:6, 1:5 – a w decydującym meczu reprezentującego Egipt Czecha Jaroslava Drobnego. Z Drobnym rozegrał w tym okresie szereg pojedynków, zazwyczaj jednak schodząc z kortu pokonany. W 1954 wygrał turnieje w Stambule i Paryżu, w 1955 w finale międzynarodowych mistrzostw Niemiec uległ w pięciu setach Amerykaninowi Arthurowi Larsenowi 6:3, 3:6, 5:7, 8:6, 3:6. Był klasyfikowany w czołowej piątce rankingu tenisistów europejskich. Skuteczny zazwyczaj w pierwszej części sezonu, zyskał przydomek „postrachu wiosny”. Nie odniósł natomiast większych sukcesów w turniejach wielkoszlemowych – był m.in. w IV rundzie mistrzostw Francji w 1953, przegrał z późniejszym triumfatorem Kenem Rosewallem.
Wiosną 1954 pełnił funkcję trenera reprezentacji Belgii w Pucharze Davisa. W atmosferze odwilży politycznej w 1956 zdecydował się powrócić do Polski. Jego rehabilitacja umożliwiła ponowny występ Polski w Pucharze Davisa i już w pierwszym meczu Skonecki poprowadził zespół do zwycięstwa, pokonując m.in. słynnego austriackiego woleistę Hubera. Miał już jednak w tej chwili 36 lat i chociaż nadal zdobywał cenne punkty w zespole narodowym, nie udało mu się odzyskać tytułu mistrza Polski. W finałach w 1956 i 1957 uległ Andrzejowi Licisowi, w 1959 i 1961 Wiesławowi Gąsiorkowi. Zdobywał tytuły w grze podwójnej i mieszanej, ostatni w 1964. Łącznie we wszystkich konkurencjach był mistrzem Polski siedemnaście razy, a międzynarodowym mistrzem Polski – siedem razy.
Pojedynki Skoneckiego z takimi rywalami jak Tony Mottram, Sven Davidson czy József Asbóth określane są mianem „pierwszych powojennych spotkań polskiej publiczności z wielkim sportem”. Redaktor Bohdan Tomaszewski szczególnie wspominał zwycięskie mecze Skoneckiego z Davidsonem w międzynarodowych mistrzostwach Polski – w którym nastąpiło zderzenie odmiennych stylów oraz z Chilijczykiem Luisem Ayalą w Pucharze Davisa (1957). Ayalę Skonecki pokonał 3:6, 9:7, 6:4, 8:6, skutecznie neutralizując żywiołowy tenis młodszego o 12 lat rywala. Łącznie Władysław Skonecki wygrał w Pucharze Davisa 26 spotkań, przegrał 20. Ostatni raz wystąpił w maju 1962 w meczu z Brazylijczykami. Poza wspomnianymi wyżej rozegrał kilka spotkań z wysoko notowanymi Włochami, ale w reprezentacji nie udało mu się pokonać ani Orlando Siroli, ani Nicoli Pietrangelego, ani Giuseppe Merlo. Miał natomiast na koncie zwycięstwo nad znanym później Rumunem Ionem Țiriacem.
Trzy razy znalazł się w dziesiątce Plebiscycie „Przeglądu Sportowego” na najpopularniejszego sportowca Polski. W pierwszej edycji powojennej w 1948 zamykał dziesiątkę, rok później był piąty, w 1950 – trzeci (za gimnastyczką Heleną Rakoczy i lekkoatletą Emilem Kiszką). W czasach występów na Zachodzie pozostawał nieobecny w Plebiscycie, a jego sukcesy przyczyniły się do anulowania edycji Plebiscytu z 1953 (władze obawiały się wysokiej pozycji czy nawet zwycięstwa nieuznawanego sportowca). W przeprowadzonej w 1988 ankiecie fachowców, zastępującej ówczesny plebiscyt, Skonecki uplasował się na 9. miejscu.
Kontynuujący starty po 40. roku życia Skonecki otrzymał przydomek „Dziekana polskiego tenisa”. Po zakończeniu kariery wyjechał do Austrii, gdzie prowadził szkółki tenisowe. Brał również udział w rozgrywkach weteranów. Zmarł w Wiedniu w wieku 63 lat.
W części statystycznych wykazów zagranicznych Skonecki figuruje z błędnym imieniem „Włodzimierz” (Vladimir).